# تولکوان
تولکووان (به لاتین: Tüləküvan یا Tüləgüvan) یک منطقهٔ مسکونی در جمهوری آذربایجان است که در شهرستان آستارا واقع شده‌است.

## خصوصیات
تولکووان ۱٬۲۹۶ نفر جمعیت دارد.

## ریشه واژه
تولکووان از سه واژه تالشی تول/تیل (گل رس)، کو (کوه) و وان (خانه‌ها یا آبادی) تشکیل شده است، به معنی آبادی روی کوه رس.